# Филипп, Ганс
Ганс «Фипс» Филипп (нем. Hans «Phips» Philipp, 17 марта 1917, Майсен, Германия — 8 октября 1943, близ Нойенхауса, Германия) — немецкий лётчик-ас времён Второй мировой войны, подполковник.

## Биография
Ганс Филипп родился 17 марта 1917 года в Мейсене, Германия, в семье врача. Отец Ганса погиб на Западном фронте в том же году.
Тяжелые условия жизни рано сформировали характер Ганса: самостоятельность, усердие, преодоление самого себя. В 1930-е годы состоял в Гитлерюгенде, где было возможно заниматься планерным спортом. Учился в гимназии. Окончил школу планеристов и в апреле 1936 года в звании фенриха добровольно вступил в Люфтваффе, в 1-ю группу 76-й истребительной эскадры.
5 сентября 1939 года в ходе операции по захвату Польши Филипп сбил первый самолёт, получил звание лейтенанта.
В битве за Британию был назначен на должность командира 4-го звена 54-й истребительной эскадры «Зелёные сердца». Ганс довольно быстро приобрел репутацию грозы истребителей, предпочитая сражаться именно с ними, а не с бомбардировщиками.
4 ноября 1940 года за успехи Филиппа ему был вручён Рыцарский крест. На тот момент на его счету числилось 20 побед.
По словам его командира, генерала Ханнеса Траутлофта, «Фипс вовсю наслаждался всевозможными радостями жизни»:

Ганс Филипп был пилотом с инстинктом охотника. Он вел охоту хитро и глубоко продуманно, предугадывая мышление и действия своих противников. По этой причине он предпочитал одиночную охоту, а не так называемую «свалку». Про бои с группами бомбардировщиков он говорил, что «это то же самое, как ломиться головой в дверь сарая, когда никто не знает что делать». Его полет, танец, можно было сравнить с письмом, понятным только специалистам. Поэтому он был очень успешным как в Лилле, так и в Риге.— из мемуаров Ханнеса Траутлофта
Но Филипп наслаждался не только всевозможными радостями жизни. Он наслаждался, конечно же, ещё и ролью героя Третьего рейха. За невероятные меткость и ловкость, с которыми он в воздушном бою использовал любую оплошность противника, чтобы нанести ему смертельный удар, Филиппа часто сравнивали с заядлым дуэлянтом. В апреле 1941 «Зеленые сердца» приняли участие в бою над Югославией, прикрывая действия Ju-87. Там им пришлось сразиться с Bf-109D, проданными Югославии ещё до войны.
С началом операции «Барбаросса» счёт сбитых самолетов у Филиппа начал стремительно расти. Его эскадра воевала на Северном участке фронта в районе Балтики и Ленинграда. 24 августа 1941 года Филипп получил Дубовые листья к своему Рыцарскому кресту, став 33-м человеком в вермахте с такой высокой наградой. 14 февраля 1942 г. он стал командиром 1-й группы в 54-й истребительной эскадре, заменив на этом посту Франца Экерле. Находясь в этой должности, передал боевой опыт многим известным лётчикам нацистской Германии, среди которых был Вальтер Новотны. В начале 1942 года Ганс пересел на новый Fw-190 A4, чтобы испытать его в бою. Тогда же Филиппу присвоили звание гауптмана.
12 марта 1942 года Ганса первым в его батальоне наградили Мечами к Рыцарскому кресту, что сделало его 8-м кавалером такой награды в вермахте. 31 марта 1942 года Филипп одержал свою сотую победу.
В целях защиты территории Рейха от массированных бомбардировок союзников, 1 апреля 1943 года его назначили командиром знаменитой 1-й истребительной эскадры. Ганс продолжил одерживать победы, несмотря на большое количество штабных обязанностей. В связи с растущей мощью 8-й Воздушной армии США на западном направлении Герман Геринг 4 октября 1943 года дал следующие указания:

1. Метеорологические условия не должны являться помехой для ведения борьбы.
2. Каждый летчик, уклонившийся от боя или не одерживающий побед, подлежит военному трибуналу.
3. Пилот, израсходовавший боекомплект или получивший повреждения своего оружия, должен совершить таран.

Филипп на эти указания ответил: «Насколько смогу, я категорически отказываюсь следовать этим советам! Я сам знаю, что я должен делать!»
8 октября 1943 года было получено сообщение о приближающихся к Бремену 156 американских бомбардировщиках. Они двигались в сопровождении 6 боевых групп, состоящих из 250 истребителей «Thunderbolt». В этом бою в окрестностях Нойенхауса Филипп сбил один самолет. Затем от него была получена последняя радиограмма: «Рейнхардт, атакуй!». Фельдфебель Рейнхардт в тот день был ведомым Филиппа и последним, кто видел самолёт командира, скрывшийся в облаке. В том бою Рейнхардт был подбит, но сумел сделать вынужденную посадку. Вечером он узнал, что Филипп погиб.
Считается, что Филиппа сбил американский лётчик Роберт С. Джонсон. Гансу удалось выпрыгнуть с парашютом, но он не раскрылся. На тот момент ему было всего 26 лет.
Вспоминает Роберт С. Джонсон:

Это было 8 октября 1943 года. Мой ведомый и я разделились, как это иногда бывало в бою. Мы хотели найти дружественные самолеты, чтобы вместе лететь домой. Я только что подстрелил Messerschmitt Bf-110, который был моей четвёртой победой. При выходе из пике я увидел, что на наши бомбардировщики напали четыре Fw-190. Я перевернул самолет, чтобы разглядеть их, поскольку они были приблизительно на 5000 футов ниже меня. Затем я начал снижение носом, чтобы дать необходимую траекторию своим пулям. Я метил в лидера, но летящие за ним стали набирать высоту, поскольку заметили мой манёвр и открыли огонь. Я продолжал атаку, чувствуя, что сбиваю его, и, когда вёл огонь, вдруг почувствовал удар по самолету. Насколько сильно было повреждение, я не знал, поскольку было не до этого. Я выровнял самолет и лишь спустя 50 лет узнал, что пятой моей победой был Ганс Филипп, известный ас с Русского фронта.
В более чем 500 боевых вылетах Ганс Филипп одержал 206 воздушных побед, 178 из которых на Восточном фронте и 29 против западных союзников.
Ганс Филипп говорил:

Сражаться с двумя десятками русских истребителей или с английскими «Спитфайрами» было в радость. И никто не задумывался при этом над смыслом жизни. Но когда на тебя летят семьдесят огромных «Летающих крепостей», перед глазами встают все твои прежние грехи. И даже если ведущий пилот смог собраться с духом, то сколько надо было боли и нервов, чтобы заставить совладать с собой каждого летчика в эскадрилии, вплоть до самых новичков.

Вы не представляете, как трудно сражаться тут. С одной стороны, мы живем очень удобно, много девочек и всего, чего мы могли желать, но с другой стороны — это борьба в воздухе, и она необычайно трудна. Трудна не потому, что враги так сильно вооружены или многочисленны, а потому, что из таких условий и мягкого кресла, ты сразу попадаешь на поле боя, где смотришь смерти в лицо.

## Факты
- На Me.109 F-2 Филиппа во время службы в 4/JG54 красовался рисунок и надпись «Hokus-Pokus-Rauch im Haus, schon sieht die Sache anders aus» (примерно переводится как «Фокус-покус в доме дым, вот и стал предмет другим!»). На рисунке был изображён фокусник, ломающий самолет заклинанием.
- У Филиппа была короткошерстная такса Минки-Пинки, которая сопровождала его всю войну, и в честь которой была нанесена надпись на борту его последнего самолета Fw190 во время службы в JG1.

## Награды
- Нагрудный знак «За ранение»
- Золотой знак боевого пилота Люфтваффе
- Комбинированный знак наблюдателя Люфтваффе
- Почётный Кубок Люфтваффе
- Золотой орден Германского креста
- Железный крест I класса
- Железный крест II класса
- Рыцарский крест Железного креста с Дубовыми листьями и Мечами
- Пять раз упоминался в радиосводках Верховного Командования вермахта